# Campeonato da Europa de Atletismo de 2016 - 1500 m feminino
A prova dos 1500 metros feminino do Campeonato da Europa de Atletismo de 2016 foi disputada entre os dias 8 e 10 de julho de 2016 no Estádio Olímpico de Amsterdã em Amesterdão,  nos Países Baixos. 

## Recordes
Antes desta competição, os recordes mundiais e do campeonato nesta prova eram os seguintes:
|                       | Nome              | Nacionalidade   | Tempo    | Local      | Data                 |
| --------------------- | ----------------- | --------------- | -------- | ---------- | -------------------- |
| Recorde mundial       | Genzebe Dibaba    | Etiópia         | 3m50s07  | Mônaco     | 17 de julho de 2015  |
| Recorde do campeonato | Tatyana Tomashova | Rússia          | 3m56s 91 | Gotemburgo | 13 de agosto de 2006 |
| Recorde europeu       | Tatyana Kazankina | União Soviética | 3m52s47  | Zurique    | 13 de agosto de 1980 |

## Medalhistas
| Ouro                    | Prata              | Bronze              |
| Angelika Cichocka (POL) | Sifan Hassan (NED) | Ciara Mageean (IRL) |

## Cronograma
Todos os horários são locais (UTC+2).
| Data        | Hora  | Evento  |
| ----------- | ----- | ------- |
| 8 de julho  | 18:15 | Bateria |
| 10 de julho | 17:45 | Final   |

## Resultados

### Bateria
Qualificação: 4 atletas de cada bateria (Q) mais os 4 melhores qualificados (q).
| Posição | Bateria | Atleta                        | Nacionalidade | Tempo   | Notas |
| ------- | ------- | ----------------------------- | ------------- | ------- | ----- |
| 1       | 2       | Amela Terzić                  | Sérvia        | 4:09.71 | Q     |
| 2       | 2       | Lucia Hrivnák Klocová         | Eslováquia    | 4:10.90 | Q     |
| 3       | 2       | Sofia Ennaoui                 | Polónia       | 4:10.99 | Q     |
| 4       | 2       | Sarah McDonald                | Grã-Bretanha  | 4:11.14 | Q     |
| 5       | 2       | Solange Andreia Pereira       | Espanha       | 4:11.48 | q     |
| 6       | 2       | Ingvill Måkestad Bovim        | Noruega       | 4:11.54 | q     |
| 7       | 2       | Maren Kock                    | Alemanha      | 4:11.67 | q     |
| 8       | 2       | Margherita Magnani            | Itália        | 4:11.78 | q     |
| 9       | 2       | Florina Pierdevara            | Roménia       | 4:12.37 |       |
| 10      | 1       | Sifan Hassan                  | Países Baixos | 4:13.45 | Q     |
| 11      | 1       | Angelika Cichocka             | Polónia       | 4:13.47 | Q     |
| 12      | 1       | Ciara Mageean                 | Irlanda       | 4:13.61 | Q     |
| 13      | 1       | Marta Pen                     | Portugal      | 4:13.74 | Q     |
| 14      | 1       | Daryia Barysevich             | Bielorrússia  | 4:14.06 |       |
| 15      | 1       | Danuta Urbanik                | Polónia       | 4:14.86 |       |
| 16      | 2       | Anastasia-Panayiota Marinakou | Grécia        | 4:16.53 |       |
| 17      | 1       | Marta Pérez                   | Espanha       | 4:17.24 |       |
| 18      | 1       | Melissa Courtney              | Grã-Bretanha  | 4:18.74 |       |
| 19      | 1       | Claudia Bobocea               | Roménia       | 4:18.98 |       |
| 20      | 1       | Liina Tšernov                 | Estónia       | 4:29.47 |       |
| 21      | 1       | Nataliya Pryshchepa           | Ucrânia       | DNF     |       |

### Final

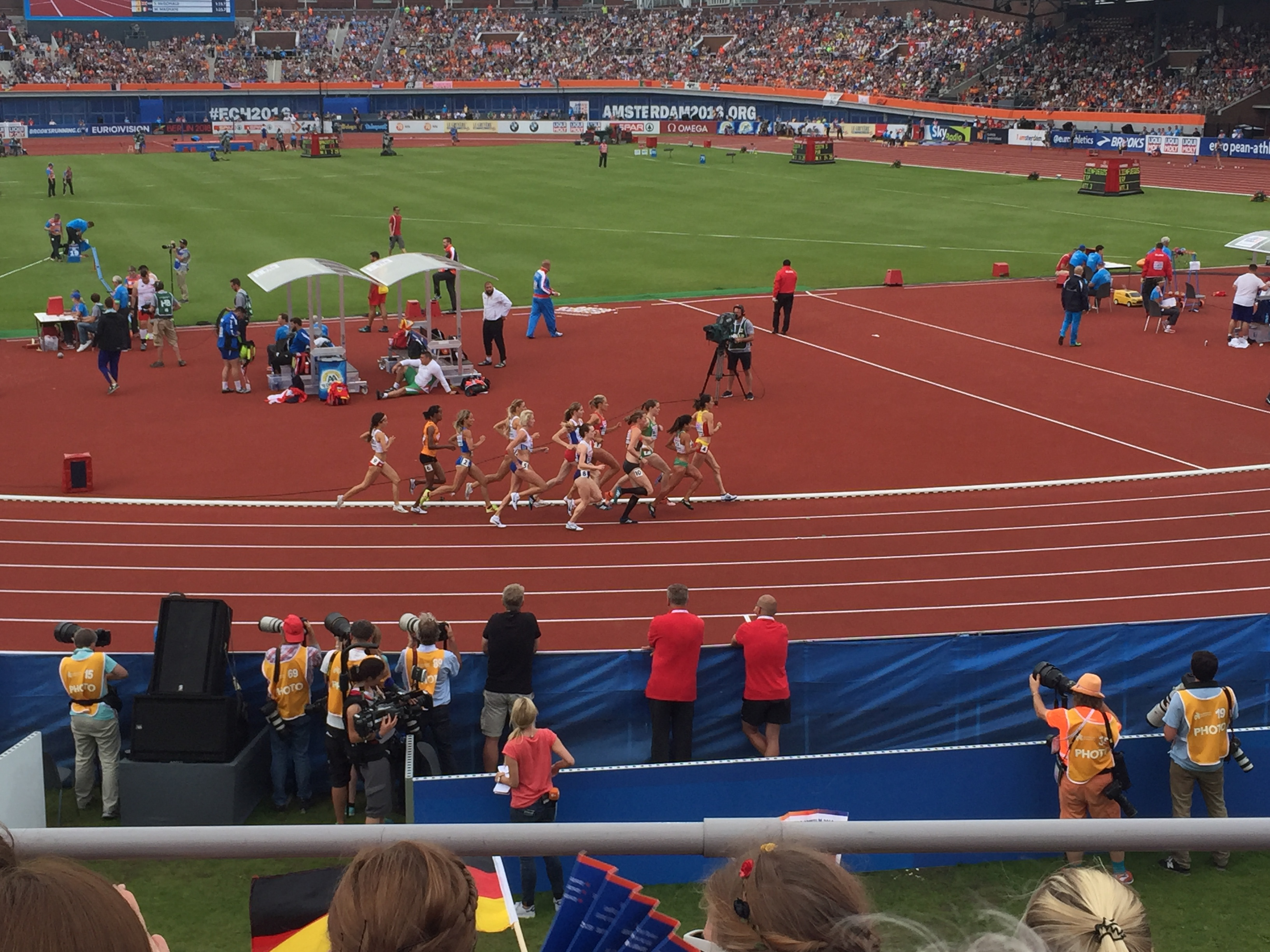
A final em curso

| Posição           | Atleta                  | Nacionalidade | Tempo   | Notas |
| ----------------- | ----------------------- | ------------- | ------- | ----- |
| Medalha de ouro   | Angelika Cichocka       | Polónia       | 4:33.00 |       |
| Medalha de prata  | Sifan Hassan            | Países Baixos | 4:33.76 |       |
| Medalha de bronze | Ciara Mageean           | Irlanda       | 4:33.78 |       |
| 4                 | Ingvill Måkestad Bovim  | Noruega       | 4:34.15 |       |
| 5                 | Marta Pen               | Portugal      | 4:34.41 |       |
| 6                 | Maren Kock              | Alemanha      | 4:34.54 |       |
| 7                 | Sofia Ennaoui           | Polónia       | 4:34.84 |       |
| 8                 | Solange Andreia Pereira | Espanha       | 4:34.88 |       |
| 9                 | Sarah McDonald          | Grã-Bretanha  | 4:34.93 |       |
| 10                | Lucia Hrivnák Klocová   | Eslováquia    | 4:35.61 |       |
| 11                | Margherita Magnani      | Itália        | 4:36.51 |       |
| 12                | Amela Terzić            | Sérvia        | 4:37.70 |       |

Legenda
| Recorde mundial       | Recorde mundial (World record)               |                       | Recorde africano                      | Recorde africano (African) |                                           | Q | Classificado por posição (Qualified) |
| Recorde do campeonato | Recorde do campeonato (Championship record)  | Recorde da América    | Recorde da América (Americas)         | q                          | Classificado por melhor tempo (Qualified) |   |                                      |
| Melhor marca do ano   | Melhor marca do ano (World leading)          | Recorde asiático      | Recorde asiático (Asian)              | DNS                        | Não largou (Did not start)                |   |                                      |
| Recorde nacional      | Recorde nacional (National record)           | Recorde europeu       | Recorde europeu (European)            | DNF                        | Não terminou (Did not finish)             |   |                                      |
| Recorde pessoal       | Recorde pessoal do atleta (Personal best)    | Recorde da Oceania    | Recorde da Oceania (Oceania)          | DSQ / DQ                   | Desclassificado (Disqualified)            |   |                                      |
| Recorde da temporada  | Recorde da temporada do atleta (Season best) | Recorde sul-americano | Recorde sul-americano (South America) | NM                         | Sem marca (No mark)                       |   |                                      |